# 加拿大國際航空
加拿大國際航空（企業標誌中寫作 Canadian Airlines）是加拿大一間已終止營運的航空公司。其總部設在艾伯塔省，1996年共運載1.19億旅客，服務涵蓋五個大洲、17個國家的160個目的地。

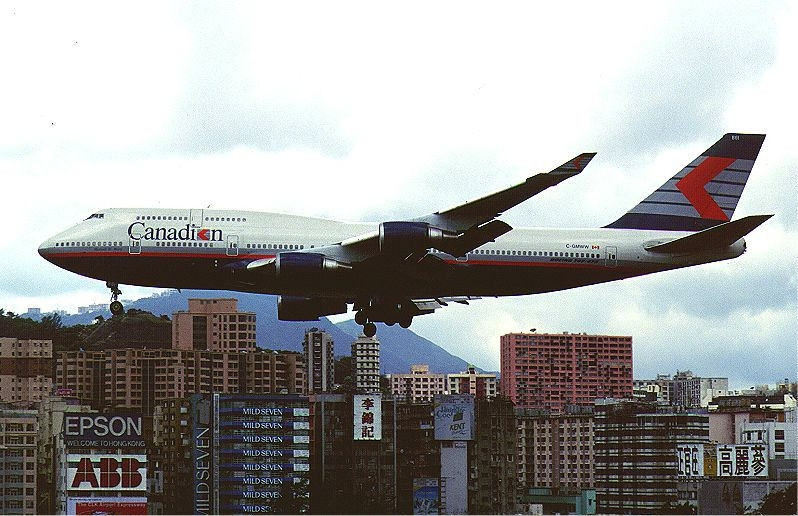
1998年，加拿大國際航空的波音747-475降落在香港啟德機場

加拿大國際航空公司是寰宇一家航空聯盟的創始成員之一，惟已於2000年破產，與其機隊一同被楓葉航空（Air Canada）併購。

## 歷史

加拿大國際航空第一版企業標誌

1987年3月27日，原西太平洋航空收購加拿大太平洋航空，從而組建加拿大國際航空公司。而在此之前，加拿大太平洋航空已经收購了加拿大北方航空和東部省區航空。
1989年，加拿大國際航空收購沃德航空以拓展航線網絡，包括飛往英國及歐洲大陸的航線。
1998年9月21日，加拿大國際航空與美國航空、英國航空、國泰航空及澳洲航空在倫敦宣佈有意合組寰宇一家航空聯盟，次年2月1日寰宇一家開始運作。
相較于楓葉航空，加拿大國際航空更早開通亞洲航線（1950年代由香港經東京至溫哥華），也更早擁有中文譯名，2001年之前中文譯名“加拿大航空”以及“加航”就被加拿大國際航空註冊，因此1994年開通溫哥華至香港航線的Air Canada譯名為“楓葉航空”。早年加拿大國際航空也曾開通過溫哥華─台北的航線，後來被Air Canada收購後就停航。
1999年8月20日，楓葉航空曾意欲收購加拿大國際航空的國際航線網絡，但被拒絕。2000年，因長時間的財務困難，加拿大國際航空被楓葉航空併購，退出寰宇一家。楓葉航空也將中文譯名改為加拿大航空，現為星空聯盟成員。

## 機隊

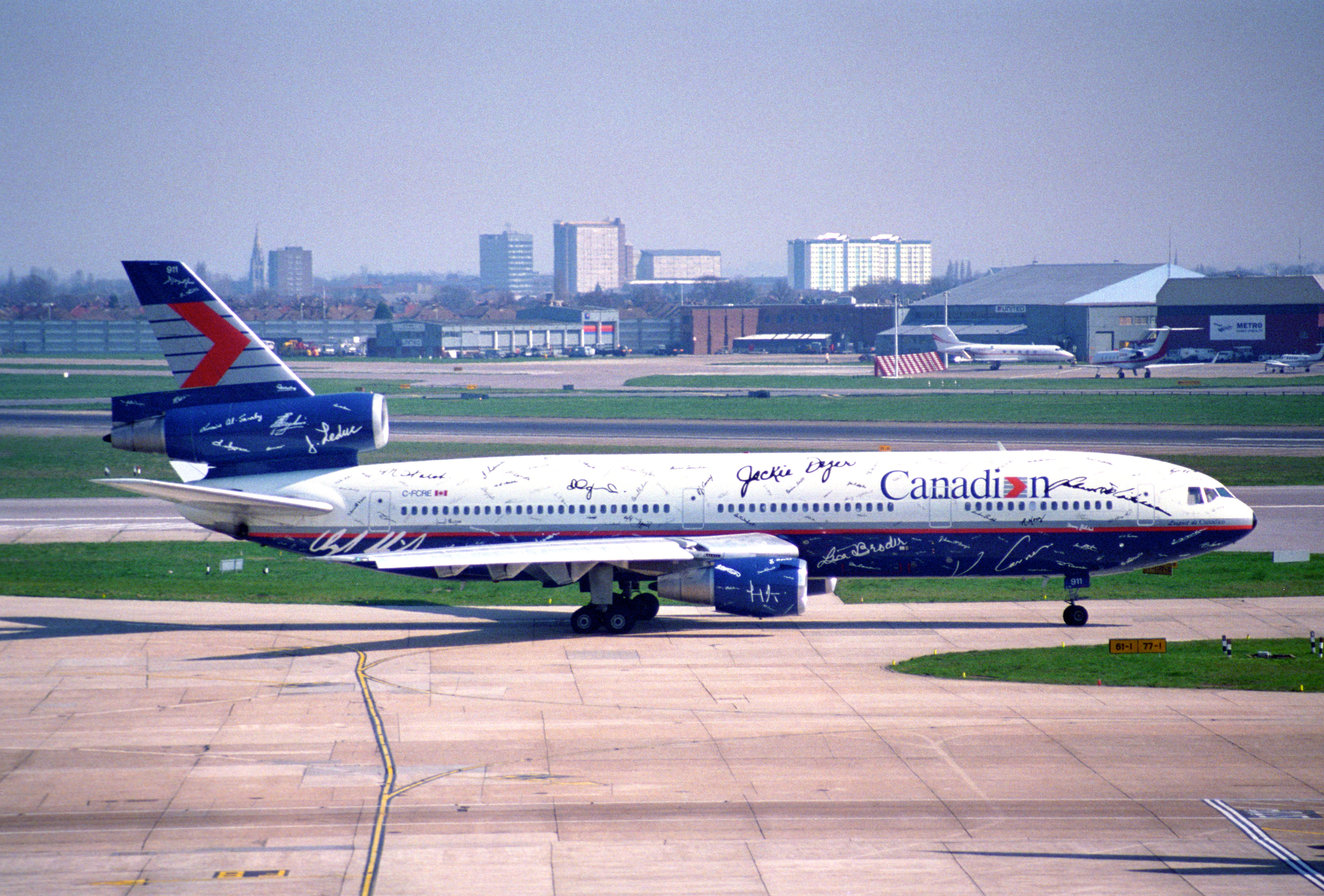
1996年，一架寫有加拿大國際航空全體雇員簽名的DC-10在倫敦

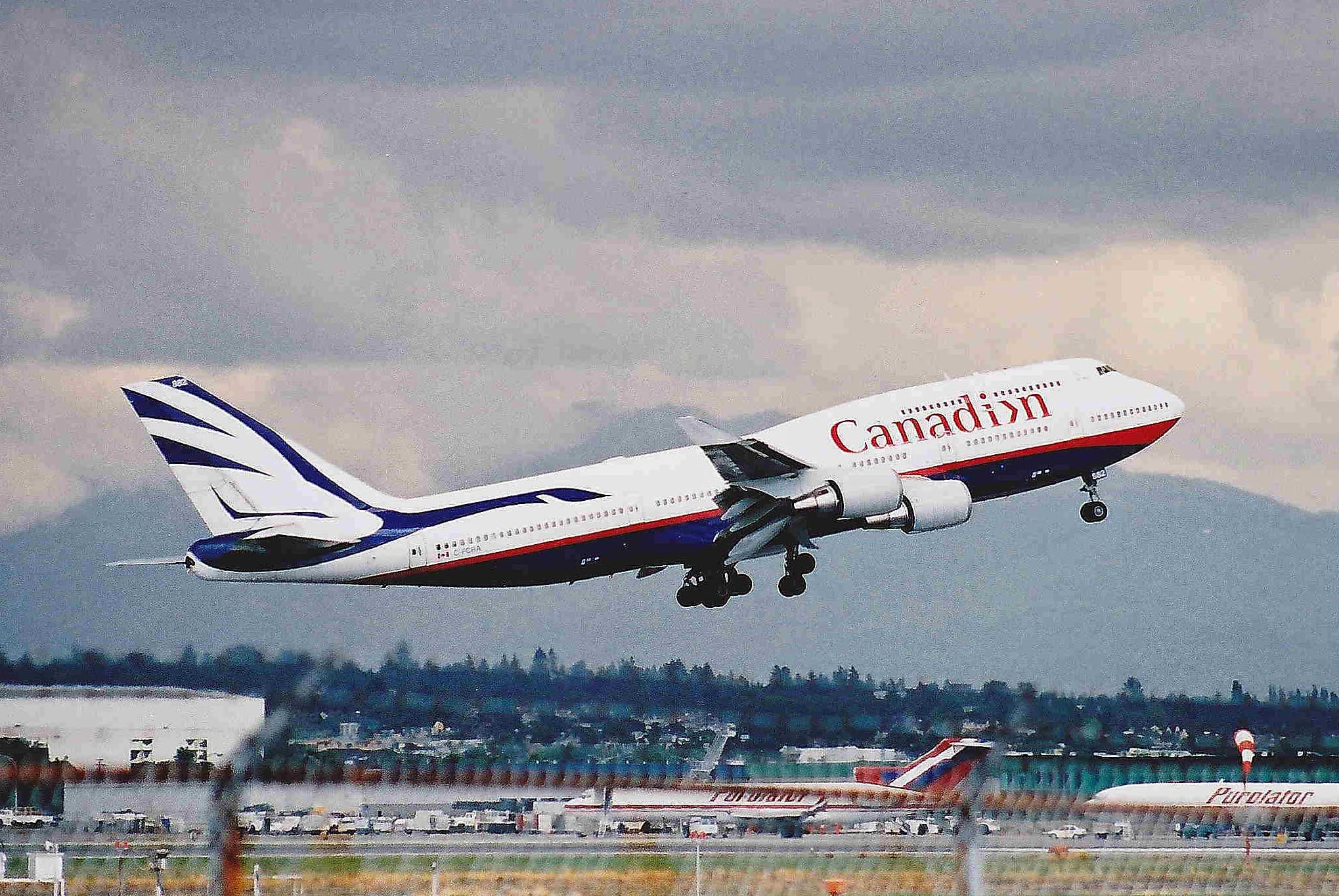
2000年9月1日，披有加拿大雁涂装的波音747-400从温哥华机场起飞

2000年加拿大國際航空被加拿大楓葉航空併購時共有163架飛機。

### 噴射機
- 空中客車A320-211
- 波音737-217/-275/-275C
- 波音747-475
- 波音767-375ER
- 福克F28
- 麥道DC-10-30

### 渦槳機
- 英國宇航捷流31
- 哈維蘭Dash8-100/-300
- 比奇1900-D
- ATR-42
- ATR-72

## 塗裝

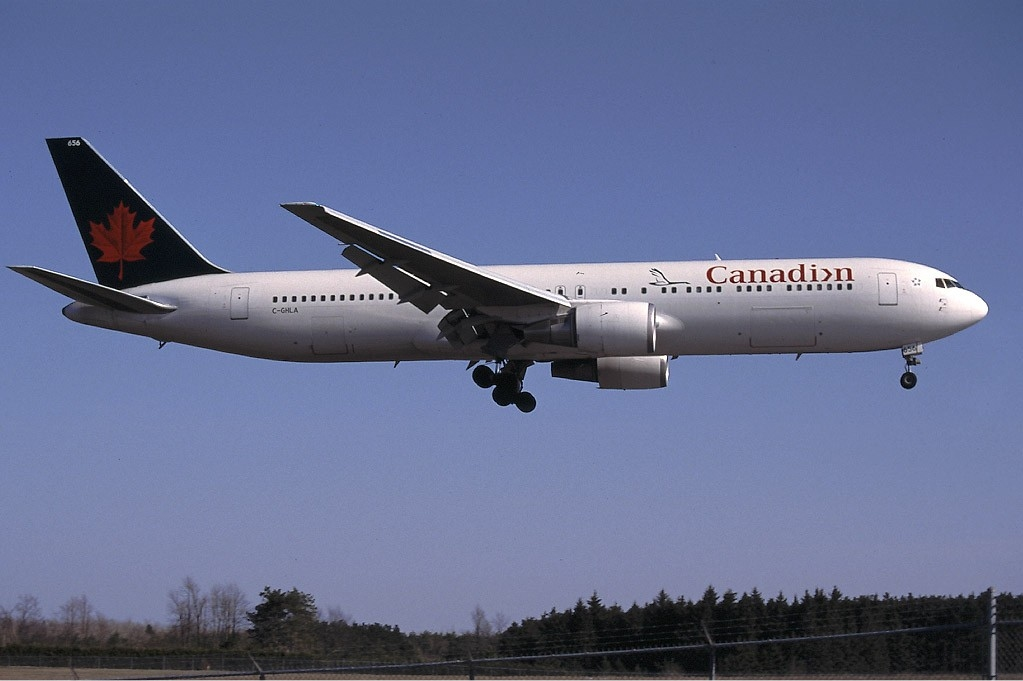
2001年，加拿大國際航空一架波音767-300ER披上合併后的塗裝(可見星空聯盟標誌)

1987年加拿大國際航空公司成立時，在原西太平洋航空和加拿大太平洋航空的飛機上貼有“Canadi>n”標誌（該標誌系Canadian和Canadien的結合），同年啟用深藍-灰-紅-白塗裝，標誌為一個背景為五條灰色橫帶的紅色尖括號，五條灰帶表示加航服務的五個大洲。
1999年，加拿大國際航空成為寰宇一家的啟動會員，同時啟用被稱為“Proud Wings”的新塗裝。使用新塗裝的航機在機尾上繪有一隻加拿大雁，機身上“Canadi>n”的字體也有所變動。
然而隨著2000年被楓葉航空兼併，加拿大國際航空塗裝再度變化，垂直尾翼為楓葉航空的黑底紅楓葉圖案，機身仍保留“Canadi>n”字樣和加拿大雁標誌，不同的是多出了星空聯盟標誌，表明加拿大國際航空在被併購后已退出寰宇一家，成為星空聯盟成員。

## 国内航线

### 枢纽机场
- 温哥华国际机场
- 多伦多皮尔逊国际机场
- 蒙特利尔特鲁多国际机场
- 卡尔加里国际机场

### 
- 埃德蒙顿国际机场、麦克默里堡国际机场

- 坎贝尔河机场（英语：Campbell River Airport）、科莫克斯机场（英语：Comox Valley Airport）、坎卢普斯机场、基隆拿国际机场、纳奈莫机场、潘狄頓區域機場、乔治皇子城机场、鲁珀特王子港机场（英语：Prince Rupert Airport）、桑兹皮特机场（英语：Sandspit Airport）、史密瑟斯机场（英语：Smithers Airport）、特勒斯机场（英语：Northwest Regional Airport）、维多利亚国际机场

### 曼尼托巴省
- 丘吉尔机场

## 国际航点

### 亚洲
- 中國

北京首都国际机场
上海虹桥国际机场
- 香港

香港国际机场
启德机场
- 日本

成田国际机场
名古屋国际机场
- 马来西亚

吉隆坡国际机场
梳邦国际机场
- 菲律賓

尼基伊·阿基诺国际机场
- 新加坡

新加坡樟宜机场
- 臺灣

中正国际机场
- 泰國

廊曼国际机场

### 欧洲
- 丹麦

哥本哈根国际机场
- 法國

夏尔·戴高乐国际机场
- 德国

法兰克福国际机场
慕尼黑国际机场
- 匈牙利

布达佩斯李佩·费伦茨国际机场
- 義大利

罗马菲乌米奇诺国际机场
米兰-马尔彭萨国际机场
- 荷蘭

阿姆斯特丹史基浦国际机场
- 俄羅斯

谢列梅捷沃国际机场
- 瑞士

苏黎世国际机场
- 英国

希斯洛机场
盖特威克机场
曼彻斯特机场

### 北美洲
- 墨西哥

墨西哥城国际机场
蒙特雷国际机场
- 美国

- 加利福尼亚州

洛杉矶国际机场
旧金山国际机场
圣选戈国际机场
- 佛罗里达州

劳德代尔堡-好莱坞国际机场
迈阿密国际机场
奥兰多国际机场
- 夏威夷州

檀香山国际机场
- 伊利诺州

欧海尔国际机场
- 纽约州

拉瓜迪亞機場
- 马萨诸塞州

罗根国际机场
- 得克萨斯州

達拉斯－沃斯堡國際機場
- 弗吉尼亚州

杜勒斯國際機場
- 华盛顿州

西雅圖－塔科馬國際機場

### 大洋洲
雪梨國際機場
- 斐济

楠迪國際機場
- 新西兰

奧克蘭國際機場

## 子公司

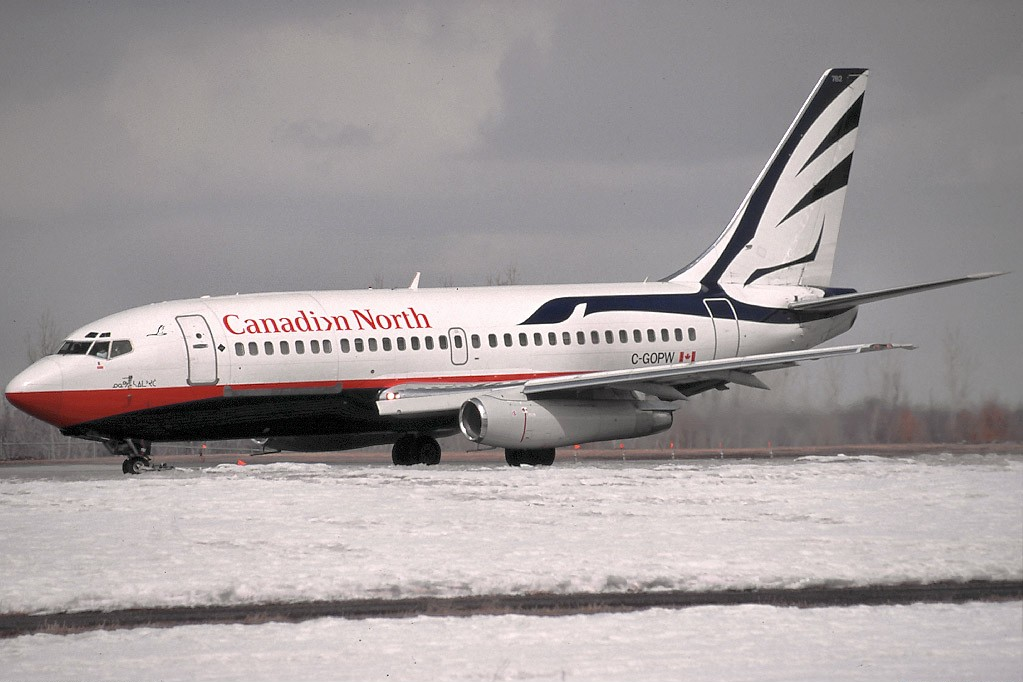
2001年，北加拿大航空的波音737-275C(仍為加拿大雁塗裝)

- 加拿大地區航空（Canadian Regional Airlines, KI / CDR），以卡爾加里為樞紐的地區性航空公司，現為加拿大航空Jazz（英语：Jazz (airline)）的一部分。
- 靜空航空（Calm Air, MO / CAV），1962年成立，1987年加拿大國際航空入股45%，現為Exchange Income Corporation（页面存档备份，存于）所有，服務馬尼托巴和努納武特。
- 大西洋航空（Air Atlantic, 9A / ATL），主要服務于加拿大大西洋省份。
- 加拿大國內航空（Inter-Canadien, ND / ICN），總部位於魁北克，1999年結束運營。
- 北加拿大航空（Canadian North, 5T / MPE），1989年成立，服務加拿大北部地區，1998年轉售Norterra公司，至今仍在以Canadian North品牌運營。

## 事故

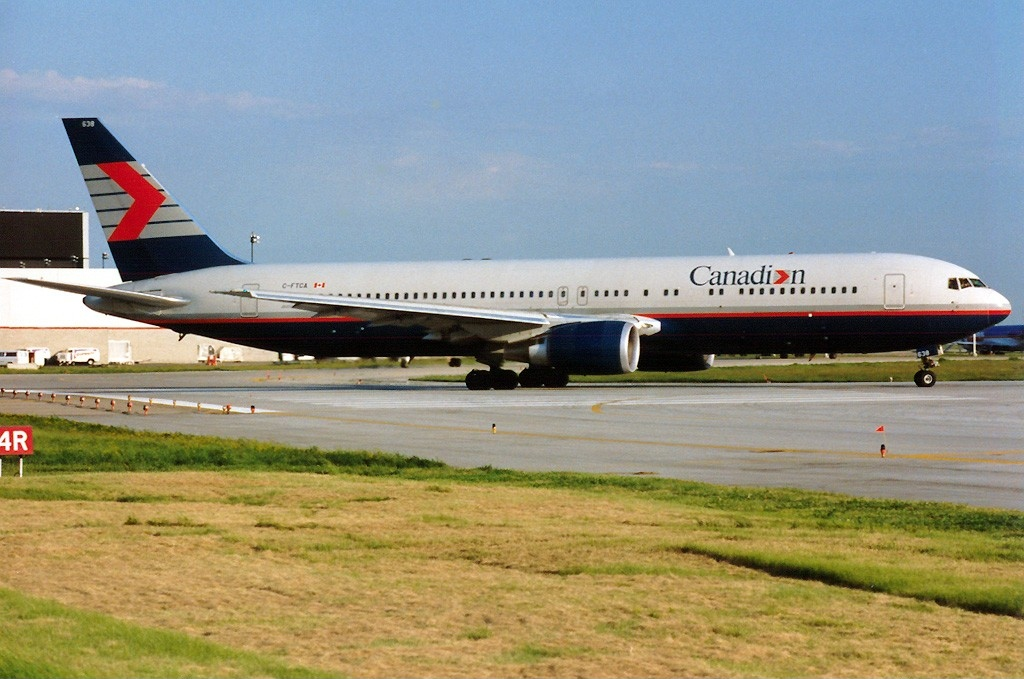
曾于1997年在北京发生事故的C-FTCA（摄于1994年）

- 1995年10月19日，一架麥道DC-10-30ER（註冊號C-GCPF）執行溫哥華往台北的CP17號班機時因壓縮機失速，在溫哥華國際機場中斷起飛。[4]

- 1997年9月6日，一架波音767-375ER(註冊號C-FTCA)在北京首都國際機場執行北京飛往溫哥華的CP30號班機時因引擎起火中止起飛。[5]

## 外部連結
- Official Site 加拿大國際航空公司官方網站（鏡像）